# Dietmar Lorenz
Dietmar Lorenz (ur. 23 września 1950 w Langenbuch, zm. 8 września 2021) – niemiecki judoka. Dwukrotny medalista olimpijski z Moskwy.
Reprezentował barwy Niemieckiej Republiki Demokratycznej. Brał udział w dwóch igrzyskach olimpijskich (XXI Letnie Igrzyska Olimpijskie Montreal 1976, XXII Letnie Igrzyska Olimpijskie Moskwa 1980). W 1980 triumfował w kategorii open i był trzeci w macierzystej wadze półciężkiej. Był medalistą mistrzostw świata, mistrzem Europy oraz Niemieckiej Republiki Demokratycznej.